# August Gerhardt
August Gerhardt (ur. 9 grudnia 1875 w Kospodziu, zm. 3 września 1947 w Riehen) – pastor, działacz misyjny.

## Życiorys
August Gerhardt ukończył gimnazjum w Mariampolu oraz podjął studia teologiczne w Dorpacie w 1894, które ukończył w 1898. Święcenia kapłańskie przyjął 21 maja 1899. W latach 1899–1900 był wikariuszem w kościele św. Trójcy w Łodzi. Od 1 grudnia 1900 do 28 maja 1901 był pastorem w kościele ewangelickim w Stawiszynie. Następnie wyjechał do Lipska do Institutum Judaicum Delitzschianum, w celu przygotowywania się do działalności misyjnej wśród Żydów. Nauki w instytucie ukończył we wrześniu 1902. Następnie został przydzielony jako adiunkt do kościoła św. Trójcy w Łodzi, gdzie od 1 października 1902 do 6 stycznia 1905 zajmował się nawracaniem Żydów. Od 4 lutego 1905 do 18 stycznia 1911 pełnił funkcję pastora w Prażuchach. Następnie w 1911 powrócił do kościoła św. Trójcy w Łodzi, gdzie pełnił funkcję wikariusza, a także nauczał religii w Niemieckim Gimnazjum Reformowanym w Łodzi. 27 lutego 1919 został radnym Rady Miejskiej w Łodzi z ramienia Zjednoczenia Niemieckich Robotników i Inteligencji Pracującej, a także członkiem Wydziału Dobroczynności Publicznej, członkiem kuratorium hospicjum dla chronicznie chorych przy ul. Tramwajowej 15 i członkiem-skarbnikiem Stowarzyszenia Trzeźwość. 30 września 1921 zakończył działalność w Łodzi, a 1 października rozpoczął kierowanie misją nawracania Żydów w Bazylei.

### Życie prywatne
August Gerhardt był synem rolnika Augusta Gerhardta oraz Elisabeth z domu Wiemer. Jego żoną była Wanda z domu Hampf. Mieli troje dzieci: Elisabeth Juchum z d. Gerhardt, Karla Heinricha Gerhardta i Paul Gerhardta.
Zmarł 3 września 1947 w Riehen i tam również został pochowany.

## Publikacje
- Die Arbeit an Israel, Łódź 1902[4],
- Warum treiben wir Mission unter Israel?: (zum 10 Sonntag nach Trinitatis), Łódź 1932[5].